# Mensa
Mensa är en ideell förening för människor med hög IQ. Kravet för medlemskap i Mensa, förutom medlemsavgift, är att vederbörande presterar ett resultat bland de översta två procenten av befolkningen på ett standardiserat intelligenstest. Med andra ord ska vederbörande uppnå 131 på Wechslers IQ-skala, 131 på Stanford-Binets (SB5), eller 150 på Cattellskalan; samtliga är mätningssätt som uppmäter ett IQ som är högre än 98% av befolkningens. Det test som används av svenska Mensa sedan 10 år tillbaka mäter efter den standardiserade Wechslerskalan.

## Föreningens ändamål
Mensas ändamål, så som de formuleras i föreningens stadgar, är:
- Att identifiera och främja mänsklig intelligens så att den skall kunna komma mänskligheten till godo.
- Att uppmuntra forskning rörande intelligensens natur, karakteristika och användning.
- Att skapa intellektuellt och socialt stimulerande betingelser för sina medlemmar.

Ordet mensa är latin och betyder bord. Namnet står för en rundabordsgemenskap där ursprung, ålder, politisk åsikt, utbildning eller social bakgrund är irrelevant. Mensa grundades i England 1946, och har idag ca 100 000 medlemmar över hela världen. Flest medlemmar finns i Storbritannien och USA. Sverige är det land som har flest Mensamedlemmar per capita; Mensa Sverige har idag (april 2023) närmare 7 800 medlemmar i åldrarna 5 till 83 år.

## Verksamheter inom föreningen
Inom Mensa finns ett antal verksamheter:
- Begåvade barnprojektet (GCP, Gifted Child Program), syftar till att sprida kunskap om särskilda utmaningar och svårigheter som hög begåvning kan innebära hos barn och unga. Det kan till exempel ske genom att informera eller ge stöd till begåvade barn och deras föräldrar och lärare.
- Medlemsmöten med olika teman: Föredrag av inbjudna talare om olika ämnen, diskussionskvällar, spelmöten, utflykter och ofta rent sociala träffar för utbyte av tankar och erfarenheter.
- E-postlistor och webbforum med olika teman för diskussioner och nätverkande.
- SIG (Special Interest Group) är en sammanslutning av mensaner som delar något specialintresse. Det finns runt 500 sådana grupper med varierande innehåll.
- SIGHT (Service, Information, Guidance and Hospitality to Travellers). En medlem-till-medlem-service över hela världen med husrum, guidning och information om platsen.
- I Sverige finns föreningstidningen Legatus Mensae (latin: 'Mensas sändebud') som utkommer med sex temanummer per år och innehåller artiklar, krönikor, medlemsporträtt, lokal föreningsinformation och Rikards Ruta, bestående av korsord, rebusar och andra nötter. En del av tidningen utgörs av översatt material från den internationella medlemstidningen Mensa International Journal.

Föreningen delar varje år ut Mensapriset  till en person eller organisation för att uppmärksamma en idé, företeelse eller gärning som främjat mänsklig intelligens. 2017 delades det ut till ekonomiprofessorn Micael Dahlen.
Som medlem i ett land går det i regel bra att besöka möten i andra länder, liksom internationella träffar. Det är också möjligt att ansöka om gästmedlemskap i ett annat land ifall en medlem exempelvis flyttar utomlands temporärt.
En medlem i Mensa väljer själv i vilken grad han eller hon vill engagera sig. Alla medlemmar är emellertid välkomna att aktivt bidra till Mensas utveckling som organisation och idé. Om en medlem till exempel vill bjuda in till möte för att diskutera ett visst tema eller genomföra någon annan aktivitet, så uppmuntras detta. 
Medlemskap i Mensa är privat. Föreningen avslöjar inte för icke-medlemmar vem som är – eller inte är – medlem. Det står varje medlem fritt att själv berätta om sitt medlemskap i Mensa, om han eller hon så önskar.

## Kända Mensamedlemmar
| - Isaac Asimov - Jean M. Auel - Asia Carrera - Geena Davis - Buckminster Fuller - Jodie Foster - Scott Levy A.K.A Pro Wrestler "Raven" - Cicero Moraes - Markus Persson | - Steve Martin - Ellen Muth - Joyce Carol Oates - Norman Schwarzkopf - Sir Clive Sinclair - Marilyn vos Savant - James Woods - Nolan Gould - Therese Lindgren |